# 데이오프컴퍼니
데이오프컴퍼니(DAYOFFCOMPANY, Inc.)는 대한민국을 기반으로한 OTA 회사이다.

## 연혁
- 2022년 데이오프컴퍼니 회사 설립
- 2023년 여행플랫폼 데이오프 런칭

## 서비스 내용
- 호텔예약
- 투어티켓 상품 예약
- 여행 관련 아티클 발행